# Yannick Renaud
Yannick Renaud, né en 1978 à Beauport, est un poète québécois,.

## Biographie
Yannick Renaud est directeur général de la revue Estuaire de 2009 à 2021. Influencée par les arts visuels, la démarche artistique de Yannick Renaud témoigne des relations interpersonnelles et du rapport au temps.
En poésie, Yannick Renaud fait paraitre plusieurs titres chez Les Herbes rouges. Son premier recueil, Taxidermie, publié en 2005, nous présente une femme et un homme « liés l'un à l'autre par le mouvement, s'adonnent à ce qui ressemble à une danse, ils comblent du vide, s'attachent l'un à l'autre ou s'essaient à s'arracher mutuellement des lambeaux de plaisir ou de souffrance »,. En 2006, Renaud publie La disparition des idées, « une réflexion intuitive percutante sur le deuil, ainsi que l'absence de l'autre »,. Ses deux premiers livres sont traduits et réunis sous le titre de All Is Flesh (Talonbooks, 2012).
En 2008, il présente Quebecuba à la Maison de la culture Janine-Sutto, un spectacle avec les poètes José Acquelin, Léon Guy Dupuis et Bertrand Laverdure, se voulant « une invitation à vivre, dans le plaisir, toute notre latinité, notre côté chaleureux, inconscient, de manière intense, qui exulte ». Certains textes du spectacle sont également présentés dans le cadre du Festival Metropolis bleu.
En collaboration avec José Acquelin et Bertrand Laverdure, Renaud publie La plaquette cubaine, chez Le Lézard amoureux (2008). En 2014, il publie Éclairer le ciel, exposer l'ombre, un recueil se voulant « le témoignage du regardant, lui-même conquis de l'intérieur par un tourment mémoriel que la vie semble dissoudre », toujours chez Les Herbes rouges,,.
En 2020, il obtient une résidence de création aux Îles-de-la-Madeleine avec Les Productions Langues pendues, où il approfondit sa réflexion sur l'insularité, une recherche entreprise dans le cadre de sa participation au Festival Internacional de la poesía de la Habana, à Cuba en 2007.
En 2022, il publie Présent, chez les Herbes rouges.

## Œuvres

### Poésie
- Taxidermie, Montréal, Les Herbes rouges, 2005, 86 p. (ISBN 2-89419-243-6)

- La disparition des idées, Montréal, Les Herbes rouges, 2006, 53 p. (ISBN 978-2-89419-255-9 et 2-89419-255-X)
- Éclairer le ciel, exposer l'ombre, Montréal, Les Herbes rouges, 2014, 107 p. (ISBN 9782894194300)
- Présent, Montréal, Les Herbes rouges, 2022, n. p. (ISBN 9782894197783)

### Collectif
- La plaquette cubaine, avec José Acquelin et Bertrand Laverdure, Montréal, Le Lézard amoureux, 2008, 81 p.  (ISBN 9782923398129)